# Joel Campbell
Joel Nathaniel Campbell Samuels (* 26. června, 1992, zkráceně znám jako Joel Campbell) je kostarický fotbalový útočník a reprezentant, který hraje za mexický tým Club León, kde od roku 2019 hostuje z italského Frosinone Calcio.
Účastník Mistrovství světa 2014 v Brazílii.

## Reprezentační kariéra
Reprezentuje Kostariku, v A-týmu poprvé nastoupil v roce 2011.
Zúčastnil se Mistrovství světa 2014 v Brazílii. V prvním zápase v základní skupině D proti Uruguayi (výhra 3:1) vstřelil jeden gól a na jeden přihrál. Kostarika se v těžké základní skupině D s favorizovanými celky Uruguaye (výhra 3:1), Itálie (výhra 1:0) a Anglie (remíza 0:0) kvalifikovala se sedmi body z prvního místa do osmifinále proti Řecku. V něm Kostaričané vyhráli až v penaltovém rozstřelu poměrem 5:3 a poprvé v historii postoupili do čtvrtfinále MS, Campbell proměnil v rozstřelu penaltu. Ve čtvrtfinále s Nizozemskem (0:0, 3:4 na penalty) došlo opět na penaltový rozstřel, v něm už Campbell nefiguroval (byl dříve střídán). Kostarika byla ale vyřazena, i tak dosáhla postupem do čtvrtfinále svého historického maxima.

## Úspěchy
Saprissa
- Primera División: 2009-10

Olympiacos
- Řecká Superliga: 2013–14

Arsenal
- FA Community Shield: 2014

## Statistiky

### Klubové
Aktualizováno k 31. 10. 2015
| Klub                      | Sezóna           | Liga   | Liga | Poháry | Poháry | Kontinentální | Kontinentální | Ostatní | Ostatní | Celkem | Celkem |
| Klub                      | Sezóna           | Starty | Góly | Starty | Góly   | Starty        | Góly          | Starty  | Góly    | Starty | Góly   |
| ------------------------- | ---------------- | ------ | ---- | ------ | ------ | ------------- | ------------- | ------- | ------- | ------ | ------ |
| Deportivo Saprissa        | 2009–10          | 1      | 0    | —      | —      | 0             | 0             | —       | —       | 1      | 0      |
| Deportivo Saprissa        | 2010–11          | 2      | 0    | —      | —      | 1             | 0             | —       | —       | 3      | 0      |
| Deportivo Saprissa        | Celkem           | 3      | 0    | —      | —      | 1             | 0             | —       | —       | 4      | 0      |
| Puntarenes (host.)        | 2010–11          | 5      | 0    | —      | —      | —             | —             | —       | —       | 5      | 0      |
| Puntarenes (host.)        | Celkem           | 5      | 0    | —      | —      | —             | —             | —       | —       | 5      | 0      |
| FC Lorient (host.)        | 2011–12          | 25     | 3    | 2      | 1      | —             | —             | —       | —       | 27     | 4      |
| FC Lorient (host.)        | Celkem           | 25     | 3    | 2      | 1      | —             | —             | —       | —       | 27     | 4      |
| Real Betis (host.)        | 2012–13          | 28     | 2    | 5      | 0      | —             | —             | —       | —       | 33     | 2      |
| Real Betis (host.)        | Celkem           | 28     | 2    | 5      | 0      | —             | —             | —       | —       | 33     | 2      |
| Olympiakos Pireus (host.) | 2013–14          | 32     | 8    | 6      | 2      | 5             | 1             | —       | —       | 43     | 11     |
| Olympiakos Pireus (host.) | Celkem           | 32     | 8    | 6      | 2      | 5             | 1             | —       | —       | 43     | 11     |
| Villarreal CF (host.)     | 2015             | 15     | 1    | 2      | 0      | 4             | 0             | —       | —       | 21     | 1      |
| Villarreal CF (host.)     | Celkem           | 15     | 1    | 2      | 0      | 4             | 0             | —       | —       | 21     | 1      |
| Arsenal FC                | 2014–15          | 4      | 0    | 2      | 0      | 3             | 0             | 1       | 0       | 10     | 0      |
| Arsenal FC                | 2015–16          | 1      | 1    | 2      | 0      | 2             | 0             | 0       | 0       | 5      | 0      |
| Arsenal FC                | Celkem           | 5      | 1    | 4      | 0      | 5             | 0             | 1       | 0       | 15     | 1      |
| Celkem v kariéře          | Celkem v kariéře | 112    | 14   | 18     | 4      | 15            | 1             | 1       | 0       | 146    | 18     |